# Hermon
|  | Per a altres significats, vegeu «Hermon (desambiguació)». |

El mont Hermon (àrab: جبل الشيخ, jabal ax-Xayẖ, ‘Muntanya del Xeic’ o جبل حرمون, jabal Ḥaramūn; hebreu: הַר חֶרְמוֹן, Har Hermon‎) és una muntanya a la zona d'Antilíban, a la frontera entre el Líban, Síria, i Israel. A 2.814 metres damunt nivell del mar, és la muntanya més alta tant d'Israel com de Síria. Els pendents del sud i occidentals del Mont Hermon i els Alts del Golan al Sud estan sota control d'Israel des del 10 de juny del 1967 com a resultat de la Guerra dels Sis Dies. S'hi troba una estació d'esquí amb una gamma àmplia de pistes. La muntanya és patrullada fortament per les Forces de Defensa d'Israel i la Policia israeliana.

## Història i bíblia
Considerada un antiquíssim lloc de culte per estar a prop del cel, de Déu, encara avui hi ha restes de temples. El mont Hermon també s'anomenava Senir pels amorites i Sirion pels sidonians. La muntanya feia de límit nord de la terra promesa per Déu a Israel.
Els llocs alts del Mont Hermon eren utilitzats aparentment pel canaanites per als seus rituals religiosos pagans. L'hi deien Baal-hermon. Jesús i els seus deixebles viatjaven cap al nord des de Bethsaida al mar de Galilea fins a la ciutat de Cesarea Philippi al sud del Mont Hermon. Allà, Jesús els revelava el seu propòsit per construir la seva Església i anar-se'n a Jerusalem per morir i reviure.